# 1124 Stroobantia
1124 Stroobantia är en asteroid i huvudbältet som upptäcktes den 6 oktober 1928 av den belgiske astronomen Eugène Joseph Delporte. Dess preliminära beteckning var 1928 TB. Den namngavs senare efter den belgiske astronomen Paul Stroobant, som också var föreståndare för det belgiska Uccle-observatoriet. Stroobants huvudsakliga arbete gällde asteroiderna.
Stroobantias senaste periheliepassage skedde den 18 november 2022. Beräkningar har gett vid handen att asteroiden har en rotationstid på ungefär 16,39 timmar.